# Oligopetes
Oligopetes és un gènere de rosegador extint de la família dels aplodòntids, que actualment només conté una espècie vivent, el castor de muntanya. Visqué durant l'Oligocè i se n'han trobat fòssils a l'Aragó (Espanya) i la província d'Esmirna (Turquia).